# Kloster Breitenbich
Kloster Breitenbich war ein Zisterzienserinnenkloster, das im 13. Jahrhundert im gleichnamigen Weiler (heute Teil der Stadt und Landgemeinde Dingelstädt, Landkreis Eichsfeld, Thüringen) für wenige Jahre existierte. Es war Keimzelle für die Gründung von Kloster Anrode.
Die Gründung stand unter dem Patronat der Gottesmutter Maria (B.M.V.) sowie Aller Heiligen. Der eigentliche Klostername ist unbekannt; erst im 18. Jahrhundert wurde die Bezeichnung des Gutes auch für das ehemalige Kloster verwendet. 

## Lage
Das Kloster befand sich auf dem Gebiet des heutigen Weilers Breitenbich, heute zu Zella gehörig, einem Ortsteil der Stadt Dingelstädt. Kirchenrechtlich war es Teil des Erzbistums Mainz (Archidiakonat Heiligenstadt).
Die Kirche und die Konventsgebäude standen vermutlich ca. 300 m südwestlich der heutigen Bebauung von Breitenbich. Im 19. Jahrhundert stieß man dort auf Reste von Grundmauern und Steinen.

## Geschichte
Das Kloster wurde wahrscheinlich um 1230 gegründet, die Urkunde der Dotierung von 1250 lässt auf einen bereits bestehenden Konvent schließen. Möglicherweise ging die Besiedlung von Kloster Beuren aus. Die wirtschaftliche Grundlage bildeten Güter, die die Erben von Dietrich von Helmsdorf dem Kloster stifteten. Belegt sind 22 Hufen in der Nähe des Klosters sowie ein Hof in Breitenbich selbst.
In einem Gebiet gelegen, in dem die eichsfeldischen Interessen mit denen der Reichsstadt Mühlhausen konkurrierten, litt das Kloster bereits in seiner Frühphase unter Plünderungen, Brandschatzungen und Raub. Im Zuge des thüringisch-hessischen Erbfolgekrieges (1247–1263) wurden die Gebäude derart demoliert, dass ein geregeltes Ordensleben und ein ordnungsgemäßer Gottesdienst nicht mehr möglich erschienen. Die Nonnen fanden Zuflucht im nahen Mühlhausen. Das zerstörte Kloster ging an den Lazarus-Orden, wobei unklar ist, ob danach hier eine Niederlassung dieses Ritterordens bestand.
Die Schwestern konnten anschließend in Anrode ein neues Kloster aufbauen. Namentlich bekannt ist der Name eines Propsts – Otto, darüber hinaus der einer Schwester, Ottilie Kämmerer, der Tochter des Stifters von Anrode, Heinrich Kämmerer, der später dort Konventsmitglied war. Eine formale Inkorporation des Konvents in den Zisterzienserorden ist für die Zeit in Breitenbich nicht belegt.
1253 wurde an diesem Ort die Kommende Breitenbich der Ordensritter des Heiligen Lazerus gegründet.